# سینما قدس (تبریز)
سینما قدس یک سینما در شهر تبریز، ایران است.
این سینما که متعلق به حوزه هنری می‌باشد در سال ۱۳۴۷ با یک سالن افتتاح شده و سالن دوم نیز در سال ۱۳۹۶ ساخته شده‌است.